# Bunuri mobile din domeniul medalistică clasate în patrimoniul cultural național al României aflate în județul Suceava
Acestă listă conține bunurile mobile din domeniul medalistică clasate în Patrimoniul cultural național al României aflate la momentul clasării în județul Suceava.

## Tezaur
| Foto | Informații generale               | Detalii tehnice                                                       | Descriere | Deținător                          | Legături |
| ---- | --------------------------------- | --------------------------------------------------------------------- | --- | ---------------------------------- | -------- |
|      | Placa Ordinului „Ferdinand I"     | Datare: 1929 Școală: Joseph Resch Fils Bucareast Material: argint     | Descriere avers: Placă de forma unei stele cu patru colțuri, cu raze multiple, pe care este aplicat însemnul ordinului, reprezentat de o cruce în formă de doi F adosați, stilizați, emailată verde Descriere revers: În cadrul unui medalion central apare numele bijutierului: „Joseph Resch Fils Bucareast" | Complexul Muzeal Bucovina, Suceava | Cimec    |
|      | Legiunea de Onoare                | Datare: 1802 Material: argint                                         | Descriere avers: În medalionul central aurit, efigie feminină cu cunună de laur, din profil spre stânga, înconjurat de o bandă emailată albastru cu inscripție. Descriere revers: În medalionul aurit central, două steaguri încrucișate, emailate albastru, alb, roșu și pe banda albastră circulară o deviză, | Complexul Muzeal Bucovina, Suceava | Cimec    |
|      | Placa ordinului "Steaua României" | Datare: 1877 Școală: Joseph Resch Fils din București Material: argint | Descriere avers: Stea din argint diamantat, cu opt grupe de raze, pe care este aplicat însemnul ordinului, constând dintr-o cruce românească, emailată albastru, cu raze între brațe. În centru este aplicat un medalion emailat aroșu, înconjurat de o bandă emailată albastru și o cunună de frunze de stejar, emailată verde; în centru, aplicată acvila cruciată stând pe un fulger Descriere revers: Medalion pe care este reliefat numele bijutierului | Complexul Muzeal Bucovina, Suceava | Cimec    |

## Fond
| Foto | Informații generale                                | Detalii tehnice                                                                                   | Descriere | Deținător                          | Legături |
| ---- | -------------------------------------------------- | ------------------------------------------------------------------------------------------------- | --- | ---------------------------------- | -------- |
|      | Placa ordinului militar de război "Mihai Viteazul" | Datare: 1941 Material: metal galben comun; ștanțare, turnare, emailare                            | Descriere avers: Cruce treflată, emailată albastru, cu bordură aurie. Pe brațul coborâtor sunt dispuse, de sus în jos, anul 1916, cifrul regelui Fredinand, coroana regală, cifrul regelui Mihai și anul 1941. | Complexul Muzeal Bucovina, Suceava | Cimec    |
|      | Mihai Viteazul                                     | Datare: 1916 Material: metal galben comun; ștanțare, turnare, emailare                            | Descriere avers: Cruce treflată, emailată albastru, cu bordură aurie. Pe brațul coborâtor sunt dispuse, de sus în jos, coroana regală și cifrul regelui Ferdinand I. Crucea este surmontată de o coroanaă regală de care este atașat un inel. Descriere revers: Pe brațul coborâtor, în centru, apare anul 1916                                                                  | Complexul Muzeal Bucovina, Suceava | Cimec    |
|      | Steaua României                                    | Datare: 1877 Școală: Joseph Resch Fils din București Material: argint; turnare, gravare, emailare | Descriere avers: Cruce românească, emailată albastru, cu raze între brațe; deasupra este coroana regală sub care sunt plasate două spade cu vârfurile în sus. În centrul crucii este plasat un medalion, emailat roșu, înconjurat de o bandă emailată albastru și de o cunună de frunze de stejaremailată verde. În medalion este aplicată acvila cruciată stând pe un fulger.   | Complexul Muzeal Bucovina, Suceava | Cimec    |
|      | Leul Alb                                           | Datare: 1922 Școală: "Kernet Kysley Praha" Material: argint; turnare, gravare, emailare           | Descriere avers: Pe stea este aplicat leul heraldic cehoslovac, încoronat, ridicat în două labe, purtând pe piept scutul și armele țării (crucea patriarhală pe trei munți). Descriere revers: Într-un medalion central emailat roșu cu inițialele C.S.R., înconjurat de un inel aurit pe care este scrisă deviza "PRAVDA VITÉZI"; pe fiecare braț al stelei apare câte o stemă. | Complexul Muzeal Bucovina, Suceava | Cimec    |